# Itame punctilineata
Itame punctilineata är en fjärilsart som beskrevs av Paul Dognin 1902. Itame punctilineata ingår i släktet Itame och familjen mätare. Inga underarter finns listade i Catalogue of Life.